# Tigrioides pyralina
Tigrioides pyralina là một loài bướm đêm thuộc phân họ Arctiinae, họ Erebidae.